# Kanton Dax-Sud
Der Kanton Dax-Sud war von 1973 bis 2015 ein französischer Wahlkreis im Arrondissement Dax, im Département Landes und in der Region Aquitanien. Vertreter im Generalrat des Départements war zuletzt von 2001 bis 2015 Gabriel Bellocq (PS).

## Gemeinden
Der Kanton umfasste zwölf Gemeinden:
| Gemeinde           | Einwohner Jahr | Fläche km² | Bevölkerungsdichte | Code INSEE | Postleitzahl |
| ------------------ | -------------- | ---------- | ------------------ | ---------- | ------------ |
| Bénesse-lès-Dax    | 531 (2013)     | 5,89       | 90 Einw./km²       | 40035      | 40180        |
| Candresse          | 787 (2013)     | 8,54       | 92 Einw./km²       | 40063      | 40180        |
| Dax                | 20.776 (2013)  | –          | – Einw./km²        | 40088      | 40100        |
| Heugas             | 1298 (2013)    | 18,79      | 69 Einw./km²       | 40125      | 40180        |
| Narrosse           | 3178 (2013)    | 10,53      | 302 Einw./km²      | 40202      | 40180        |
| Oeyreluy           | 1577 (2013)    | 5,72       | 276 Einw./km²      | 40207      | 40180        |
| Saint-Pandelon     | 704 (2013)     | 9,18       | 77 Einw./km²       | 40277      | 40180        |
| Saugnac-et-Cambran | 1621 (2013)    | 13,28      | 122 Einw./km²      | 40294      | 40180        |
| Seyresse           | 851 (2013)     | 2,23       | 382 Einw./km²      | 40300      | 40180        |
| Siest              | 124 (2013)     | 2,91       | 43 Einw./km²       | 40301      | 40180        |
| Tercis-les-Bains   | 1185 (2013)    | 10,19      | 116 Einw./km²      | 40314      | 40180        |
| Yzosse             | 390 (2013)     | 5,32       | 73 Einw./km²       | 40334      | 40180        |

Die Stadt Dax lag nur zum Teil im Kanton. Angegeben ist jedoch die Gesamteinwohnerzahl. Der nördliche Teil lag im Kanton Dax-Nord.